# Skalňáček
Skalňáček (Chaetops) je rod afrických pěvců, jediný zástupce čeledi Chaetopidae.

## Systematika
Za popisnou autoritu rodu Chaetops je pokládán anglický přírodovědec William John Swainson (1832). Rod tvoří pouze dva žijící druhy (někdy klasifikované jako poddruhy druhu jediného):
- Chaetops aurantius E. L. Layard, 1867 – skalňáček oranžovoprsý;
- Chaetops frenatus (Temminck, 1826) – skalňáček kapský.

Čeleď Chaetopidae se dočkala formálního vědeckého popisu v roce 2015. Její zástupci byli historicky sdružováni v rámci timáliovitých (Timaliidae) či drozdovitých (Turdidae), na základě molekulárně-fylogenetických dat se tato linie odvětvuje mezi bazálními skupinami passeridních zpěvných, přičemž jejich nejbližšími příbuznými jsou čeledi Picathartidae (vranulovití) a Eupetidae.
Všechny tři příbuzné čeledi zahrnují pouze jediný rod. Čeleď Eupetidae v širším smyslu může zahrnovat i zástupce čeledí Chaetopidae a Picathartidae, oddělení do samostatných čeledí je nicméně opodstatněné v návaznosti na dlouhou evoluční historii všech těchto linií. Jejich zástupci si nejsou vzájemně podobní a obývají oddělené areály výskytu, kdy skalňáčci žijí v jižní Africe, jim příbuzné vranule na západě černého kontinentu a kosovci až v jihovýchodní Asii.

## Charakteristika

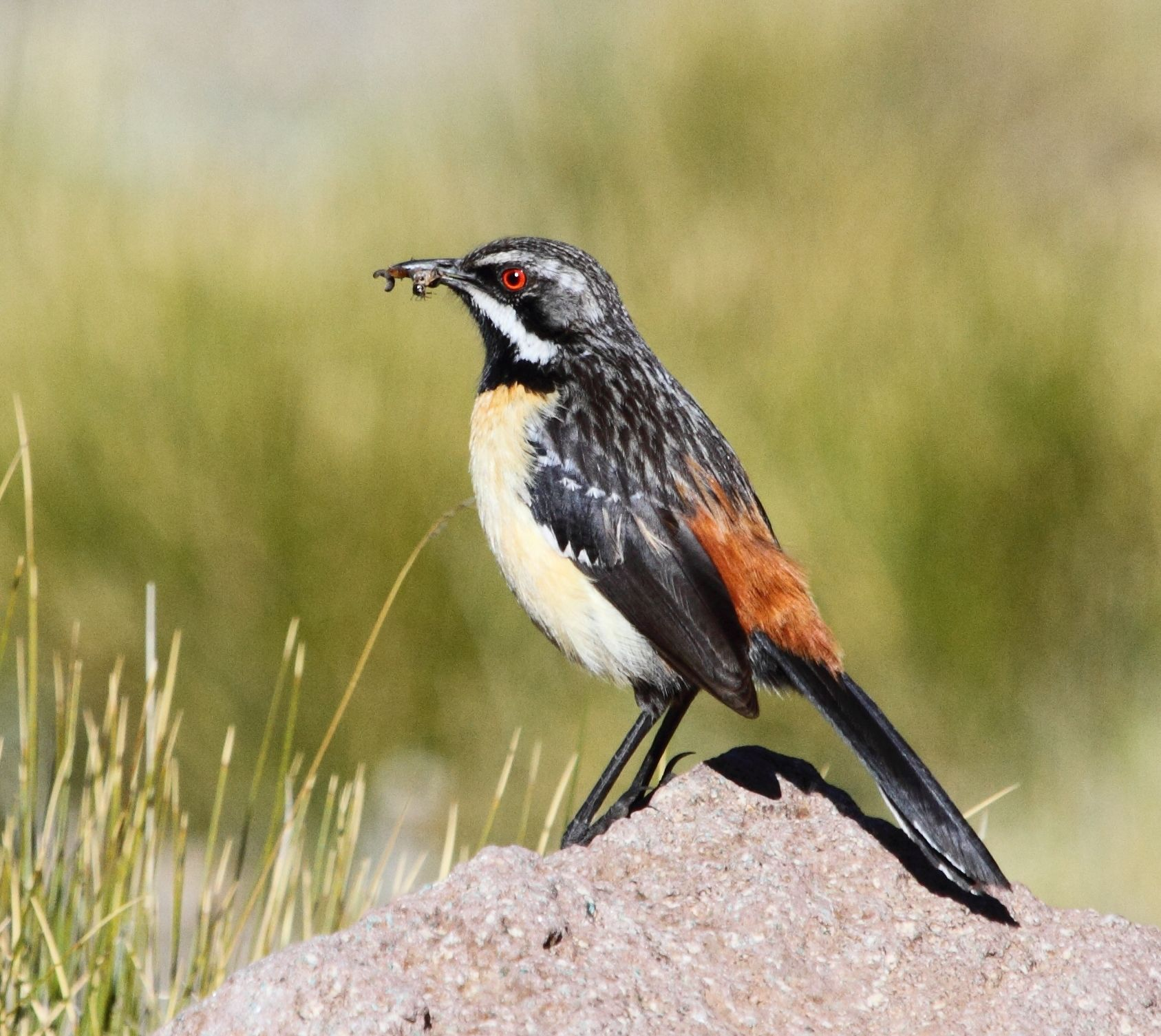
Skalňáček oranžovoprsý

Skalňáčci rodu Chaetops jsou středně velcí pěvci, dosahují velikosti 21–25 cm. Hlava je středně velká, krk tlustý. Zobák je přiměřené velikosti, tenký a mírně zahnutý. Křídla jsou středně dlouhá, na konci zaoblená; ocas je rovněž zaoblený, stupňovitý a často držený vzpřímeně. Končetiny jsou středně velké, leč mohutné stavby. Peří na hřbetě má šedé zbarvení s proužky, kostřec a spodní partie se pohybují v rezavých odstínech a líce zdobí bílý proužek. Samci většinou vynikají výraznějším opeřením ve srovnání se samičími protějšky.
Skalňáčci představují endemity jižní Afriky. Preferovaný biotop představují, jak již jméno napovídá, skalnaté výchozy a přidružená travnatá stanoviště. Skalňáčci se svedou obratně a rychle pohybovat ve skalnatém terénu, přičemž jejich dlouhý ocas jim slouží jako balanční orgán. Na zemi shánějí potravu, již tvoří různé druhy bezobratlých i menších obratlovců, a nízko nad zemí si budují i mohutná šálkovitá hnízda z trav a větviček. Sociální struktura je monogamní, hnízdění však často probíhá kooperativně a hnízdnímu páru pomáhají i ostatní členové z příslušné rodinné skupiny. Největší skupiny mohou čítat až 12 jedinců. Inkubační doba činí 19 až 21 dní, mláďata opouštějí hnízdo za 18 až 21 dní a letové dovednosti získají za dalších 7 až 10 dní.